# Uranophora fenestrata
Uranophora fenestrata är en fjärilsart som beskrevs av Druce 1896. Uranophora fenestrata ingår i släktet Uranophora och familjen björnspinnare. Inga underarter finns listade i Catalogue of Life.